# イミテーション・ゲーム/エニグマと天才数学者の秘密
『イミテーション・ゲーム/エニグマと天才数学者の秘密』（イミテーション・ゲーム エニグマとてんさいすうがくしゃのひみつ、The Imitation Game）は、2014年のアメリカ合衆国の歴史ドラマ映画。アンドリュー・ホッジスによるアラン・チューリングの伝記『Alan Turing: The Enigma』を基にグレアム・ムーアが脚本を執筆し、モルテン・ティルドゥムが監督、ベネディクト・カンバーバッチが主演を務めた。

## 概要
映画は第二次世界大戦中にエニグマ暗号の解読に取り組み、のちに同性間性行為のかどで訴追を受けたイギリスの暗号解読者アラン・チューリングを描く。
ムーアの脚本はハリウッドの優れた製作予定のない脚本を挙げる『ブラックリスト』2011年版の1位を飾り、映画は2014年2月、ワインスタイン・カンパニーによりヨーロピアン・フィルム・マーケットで支払われた米配給権購入額としては最高となる700万ドルで購入された。映画は2014年11月14日にイギリスで、11月28日にアメリカで、2015年3月13日に日本で公開された。
本作は批評的にも興行的にも成功を収めた。ナショナル・ボード・オブ・レビューおよびアメリカン・フィルム・インスティチュートの年間トップ10に入選し、第87回アカデミー賞では作品賞、監督賞（ティルドゥム）、主演男優賞（カンバーバッチ）、助演女優賞（キーラ・ナイトレイ）を含めた8部門で候補に上がり、ムーアに脚色賞をもたらした。第72回ゴールデングローブ賞では5部門、第21回全米映画俳優組合賞では3部門、第68回英国アカデミー賞では9部門にノミネートされた。また本作の製作関係者はチューリングの功績を広く知らしめたことでLGBT権利の推進団体ヒューマン・ライツ・キャンペーンによって表彰された。1400万ドルの予算に対し、映画の興行収入は2015年3月までに2億850万ドルに上り、2014年のインディペンデント映画としては最高の売り上げを収めている。

## ストーリー
1951年、数学者アラン・チューリング（ベネディクト・カンバーバッチ）の家が空き巣に入られ、ノック刑事ら2人の警官が捜査に当たる。取り調べを受けたチューリングは、ブレッチリー・パークで働いていた頃を回顧する。
1927年、寄宿学校で不遇の日々を送っていた若きチューリング（アレックス・ローサー）は、友人クリストファー・モーコム（ジャック・バノン）に触発され、暗号の世界にのめりこんでいく。チューリングは同性ながらモーコムに恋心を抱くが、告白しようとした矢先にモーコムは結核で死んでしまう。
イギリスがドイツに宣戦布告した1939年、チューリングはブレッチリー・パークを訪れ、海軍中佐アラステア・デニストン（チャールズ・ダンス）の指揮の下、ヒュー・アレグザンダー（マシュー・グッド）、ジョン・ケアンクロス（アレン・リーチ）、ピーター・ヒルトン（マシュー・ビアード）、キース・ファーマン、チャールズ・リチャーズとともに、ナチスの暗号機エニグマの解読に挑むチームを結成する。
同僚を見下すチューリングは協調性を欠き、ひとり暗号解読装置の設計に没頭する。デニストンが装置の組立資金拠出を拒否すると、チューリングはウィンストン・チャーチル首相に直訴の手紙を送る。チャーチルは拠出を許可し、チューリングをチームの責任者に任命する。チューリングは実力の劣るファーマンとリチャーズをチームから解任し、新聞に難解なクロスワードパズルを載せて後任を探す。ケンブリッジ大学の卒業生ジョーン・クラーク（キーラ・ナイトレイ）はチューリングのテストに合格するが、男性と同じ職場で働くことを両親に反対される。チューリングは彼女が通信傍受係の女性職員と同じ場所で働けるよう手配し、彼女に解読装置の計画を教える。
チューリングに興味を持ったジョーンは、プロジェクトを成功させるため、チューリングと同僚の関係を取り持ち、チームを結束させることに成功する。彼らの協力により、「クリストファー」と名付けられたチューリングの装置は完成したものの、ドイツ軍が暗号のパターンを毎日変えるため解読が追いつかない。デニストンは期限切れを理由に装置の破棄とチューリングの解雇を命じるが、チューリングの同僚たちは総辞職をちらつかせてこれを阻止する。ジョーンが両親の意向に従って職場を去ろうとすると、「独身じゃなくなればいい」と思いついたチューリングは彼女に求婚し、彼女もこれを承諾する。しかし、同性愛者であるチューリングは、自分の性的指向と現実との乖離に思い悩む。それに気づいていたケアンクロスは、彼にその事を隠し続けるよう忠告する。
最後のチャンスとして提示された1ヶ月の刻限が迫る中、チューリングは通信の傍受内容にまつわる女性職員の会話を耳にし、あることに気づく。通信内容に特定の言葉が含まれると分かっていれば、装置がそれを復号するようにプログラムすれば良いのだ。毎朝6時に発せられる最初の通信の常套句であった「天気」「ハイル・ヒトラー」という3つの単語を拾うよう調整を施すと、装置は即座に暗号の解読に成功。同僚たちは歓喜し、さっそくドイツ軍の作戦を阻止させようとするが、チューリングに「解読された通信に逐一反応してしまっては、エニグマが破られたとドイツ軍に知られてしまう」と指摘され、無念さを感じながらも思い留まるのだった。
MI6の協力を得つつ、チームが軍部に流すべき情報を選別する中、チューリングはふとした偶然から、ケアンクロスがソ連のスパイであることを知る。それに対してケアンクロスは、英ソはナチス打倒という共通の目標を持った仲間だと主張し、身分を明かせば仕返しにチューリングの同性愛を暴露すると脅迫する。MI6長官のスチュアート・ミンギス（マーク・ストロング）がチューリングにジョーンの身の危険を仄めかした際、チューリングはケアンクロスがスパイであることを告げるのだが、ミンギスは既にこれを知っており、ドイツ軍との戦いを有利に進めさせるべくケアンクロスをチームに配属しソ連へ情報を流すよう仕向けていたのだと明かした。その他ミンギスは、チューリングが隠していたのはスパイであることではなく、自身が同性愛者であることも掴んでいた。チューリングはジョーンを危険から遠ざけるため、彼女に同性愛を打ち明けて婚約破棄を言い渡し、ブレッチリー・パークを去るよう促す。終戦後、ミンギスは職員たちに暗号解読の仕事にまつわる一切を破棄するよう命令し、仕事内容を口外したり再び互いに会ったりする事を禁じた。
そして1952年、空き巣犯の仲間に懇ろだった男娼がいた事から、淫らな行為を犯したとしてチューリングに有罪判決が下り、2年の服役か化学的去勢の選択を迫られた彼は、仕事を続けるために後者を選んだ。チューリングの家を訪れたジョーンは、彼の心身の衰えを目の当たりにする。化学的去勢のため、チューリングは手足が震えて日常生活にも事欠く有様だった。彼女はチューリングを励ますために、チームの成果が戦争終結を早めて多くの命を救ったことを思い出させ、かつてモーコムがチューリングに、チューリングが彼女に言った台詞を語りかけた。――「誰も予想しなかった人物が誰も想像しなかった偉業を成し遂げる事だってある」と。そしてジョーンは自らが立ち上げた研究所の所長になるようチューリングに要請したが、チューリングは自身の心身の衰えを理由に辞退するのだった。
結局チューリングは自殺を図って死亡してしまう。享年41歳。

## キャスト
※括弧内は日本語吹替
- アラン・チューリング - ベネディクト・カンバーバッチ（三上哲）
- ジョーン・クラーク - キーラ・ナイトレイ（佐古真弓）
- ヒュー・アレグザンダー - マシュー・グッド（福田賢二）
- ロバート・ノック刑事 - ロリー・キニア（こねり翔）
- ジョン・ケアンクロス（英語版） - アレン・リーチ（中林俊史）
- ピーター・ヒルトン（英語版） - マシュー・ビアード（英語版）（入倉敬介）
- アラステア・デニストン（英語版）中佐 - チャールズ・ダンス（有本欽隆）
- スチュアート・ミンギス少将（MI6長官） - マーク・ストロング（てらそままさき）
- ジャック・グッド（英語版） - ジェームズ・ノースコート（英語版）
- スタール巡査部長 - トム・グッドマン＝ヒル（英語版）（佐々木薫）
- スミス警視 - スティーヴン・ウォディントン（英語版）（土屋直人）
- キース・ファーマン - イラン・グッドマン（佐治和也）
- 若き日のチューリング - アレックス・ロウザー（英語版）
- クリストファー・モーコム - ジャック・バノン（中尾智）
- ヘレン - タペンス・ミドルトン（内野恵理子）
- ウィリアム・ケンプ・ロウサー・クラーク - デイヴィッド・チャーカム
- ドロシー・クラーク - ヴィクトリア・ウィックス（英語版）

## 製作

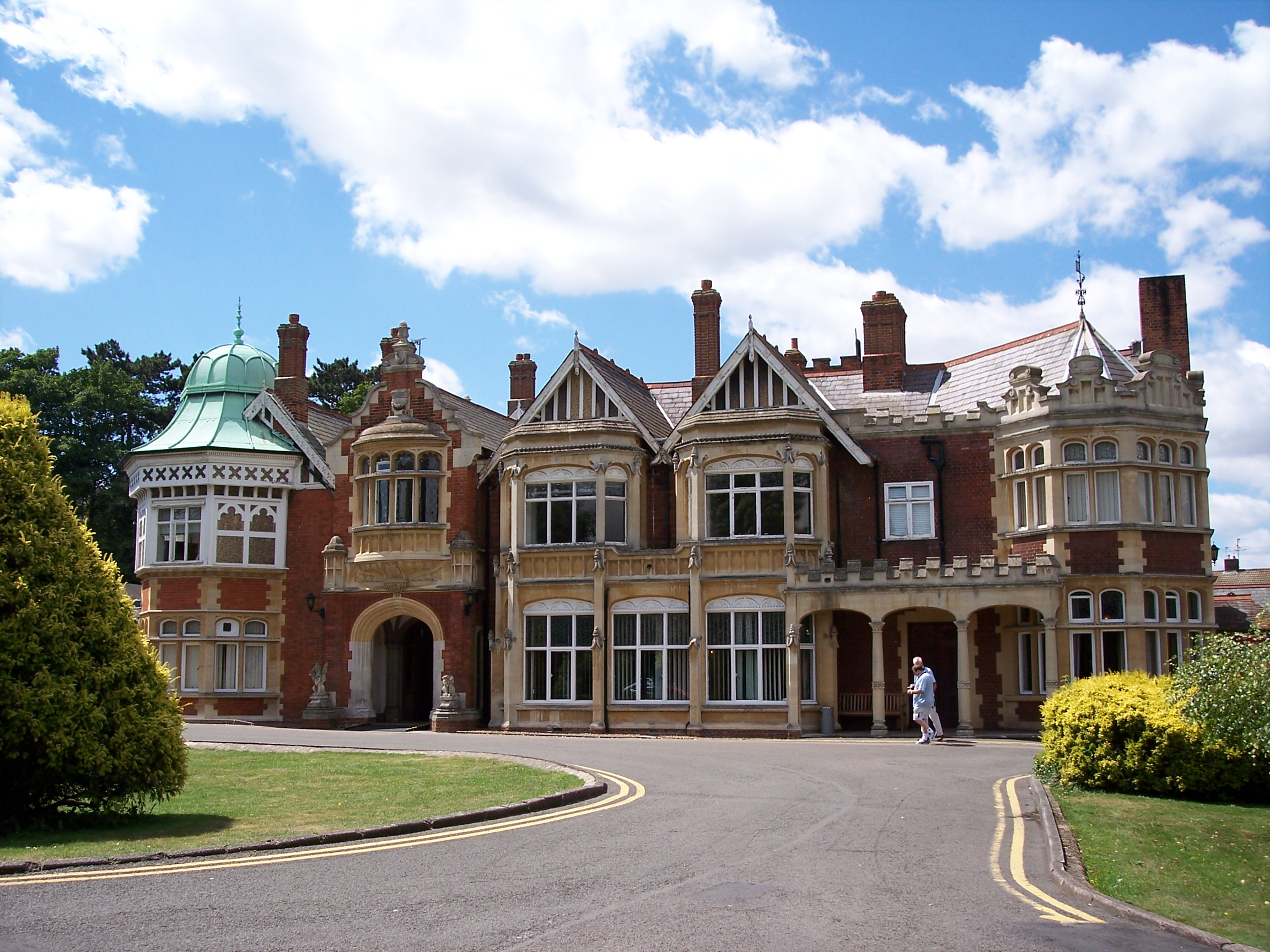
撮影が行われた「暗号破りの館」ことブレッチリー・パーク。

脚本は当初ワーナー・ブラザースによって数百万ドル規模の金額で購入された。レオナルド・ディカプリオがチューリングを演じることに興味を示していたため金額がつり上がったと報じられている。しかしディカプリオは参加せず脚本の権利は脚本家に戻され、その後ブラック・ベア・ピクチャーズが1400万ドルの製作費の出資を決めた。ロン・ハワードやデヴィッド・イェーツらが監督として予定された後、2012年12月にモルテン・ティルドゥムの監督が発表された。ノルウェー出身のティルドゥムにとってこれは英語デビュー作となる。
主要部分の撮影は2013年9月15日から11月11日までイングランドで行われた。撮影が行われた地にはチューリングの通ったシャーボーンの学校や戦中に勤務したブレッチリー・パークのほか、オックスフォードシャーのジョイスグローヴ・ネトルベッド、バッキンガムシャーのチェシャムといったイングランドの町、そしてビスター飛行場やロンドン・チャンスリー通りの弁護士会館前などがある。
劇中に登場する解読機Bombeはブレッチリー・パークの博物館にある原機のレプリカを基に、しかし映画上の演出のため実際より大きく、そして機械の中がより見えやすいようにして制作された。
2014年2月、ワインスタイン・カンパニーは700万ドルで映画のアメリカでの配給権を購入した。これはヨーロピアン・フィルム・マーケットで映画の米配給権に支払われた額としては最高となる。映画はまた科学、数学、技術に関連した映画の製作を支援するトライベッカ映画祭のスローン・フィルムメイカー・ファンドからも出資を受けた。

### タイトル
The Imitation Game (「模倣ゲーム」) という題名は、『計算する機械と知性』と題された1950年の論文においてチューリングが考案したテストの名前に因んでいる。論文は次のように始まる。「私は『機械は思考できるか』という問題を検討することを提案する。そのためには、まず『機械』と『思考』という言葉の定義から始めなくてはならない」

### 音楽
- サウンドトラック（2014年）

## 宣伝
英国政府によるチューリングの恩赦が発表された2013年12月24日、映画の製作者はbombeの傍に立つカンバーバッチ演じるチューリングを捉えた最初の公式写真を公開した。続いてチューリングの命日に近い2014年6月の初旬には、キーラ・ナイトレイ、マシュー・グッド、マシュー・ビアード、アレン・リーチのキャラクターを初めて写した2枚の写真が『エンターテインメント・ウィークリー』誌で公開された。チューリングの102回目の誕生日に当たる6月23日には、演技中のマーク・ストロングとチャールズ・ダンスを収めた2枚の写真が『エンパイア』誌で公開された。
映画の予告編は2014年7月に公開され、9月には映画の原作に当たるアンドリュー・ホッジスの伝記『Alan Turing: The Enigma』の映画公開に合わせた版がプリンストン大学出版局とヴィンテージ・ブックスから出版された。
2014年11月8日、ワインスタイン・カンパニーはデジタル・スカイ・テクノロジーの創業者ユーリ・ミルナーとFacebookのCEOマーク・ザッカーバーグとともに試写会を開いた。試写会はカリフォルニア州ロスアルトスヒルズで行われ、FacebookのCOOシェリル・サンドバーグ、LinkedInのリード・ギャレット・ホフマン、Googleの共同創業者セルゲイ・ブリン、Airbnbのネイサン・ブレチャジック、Theranosの創業者エリザベス・ホームズらが会場に現れ、ティルドゥム、ムーア、ナイトレイも出席した。
2014年11月10日から1年間開催予定のブレッチリー・パークの映画を記念した展示では、映画のために再現されたやbombeのほか、映画で使用された衣装や小道具が公開されている。
| チューリングならびに映画への支援と賛同を表明しているYahoo!のCEOマリッサ・メイヤー (左) と第22代合衆国国防長官ロバート・ゲーツ (右)。 |  | チューリングならびに映画への支援と賛同を表明しているYahoo!のCEOマリッサ・メイヤー (左) と第22代合衆国国防長官ロバート・ゲーツ (右)。 |
| チューリングならびに映画への支援と賛同を表明しているYahoo!のCEOマリッサ・メイヤー (左) と第22代合衆国国防長官ロバート・ゲーツ (右)。 |  | |

映画の公式ウェブサイト theimitationgamemovie.com ではチューリングが考えたクロスワードパズルを解くことによって特別なコンテンツにアクセスすることが可能となっている。映画のニューヨーク・プレミアのスポンサーでもあったGoogleは2014年11月23日、参加者が暗号解読を競うコンテストを公開した。
アメリカでの映画公開直前の2014年11月27日、『ニューヨーク・タイムズ』は1942年にブレッチリー・パークへの求人のために掲載された『デイリー・テレグラフ』のクロスワードパズルを再掲した。パズルを解いた応募者は1組2名のロンドンおよびベッチリー・パーク旅行への抽選に参加できるというものだった。
ワインスタイン・カンパニーは2015年1月2日からチューリングの業績に因んで技術、軍事、学術、性的少数者を代表する人々の推薦コメントを掲載する紙面およびネット上のキャンペーンを開始した。コメントを寄せた中にはYahoo!のCEOマリッサ・メイヤー、NetflixのCEOリード・ヘイスティングス、Googleの会長エリック・シュミット、TwitterのCEOディック・コストロ、PayPalの共同創業者マックス・レヴチン、YouTubeのCEOスーザン・ウォジツキ、ウィキペディアのジミー・ウェールズや、ヒューマン・ライツ・キャンペーンの会長チャド・グリフィン、GLAADのCEOサラ・ケイト・エリスといったLGBTの活動家、そして第22代合衆国国防長官ロバート・ゲーツといった軍事界の人物がいる。

## 興行
映画は2014年8月、第41回テルライド映画祭で初上映され、9月には第39回トロント国際映画祭で上映された。ヨーロッパでは10月、第58回ロンドン映画祭で初めて上映され、11月14日にイギリスで、11月28日にアメリカで劇場一般公開初日を迎えた。
イギリスでは最初の週末に459か所の劇場で274万ポンドを売り上げ、大作『インターステラー』に次いで興行成績第2位となり、2014年のイギリス映画としては3番目に高いオープニング週末成績を収めた。この売り上げは『アルゴ』より107%、『あなたを抱きしめる日まで』より81%、『マーガレット・サッチャー 鉄の女の涙』より26%高い成績であった。出口調査では90%の観客が映画を高く評価した。
アメリカではまず2014年11月28日に4つの劇場で公開され、47万9352ドル、1館平均では2014年では2番目、実写映画としては史上7番目に高い11万9838ドルのオープニング成績を収めた。インフレ率を調整すれば、これは同じくワインスタイン・カンパニーによって感謝祭の週末に公開され、アカデミー作品賞を受賞した『英国王のスピーチ』(2010年、8万8863ドル)、『アーティスト』(2011年、5万1220ドル) を凌ぐ。映画は12月12日にその他の地域で公開され、12月25日には全米各地に拡大された。
本作は2014年に公開された自主制作映画としては最も高い興行成績を収めている。

## 評価

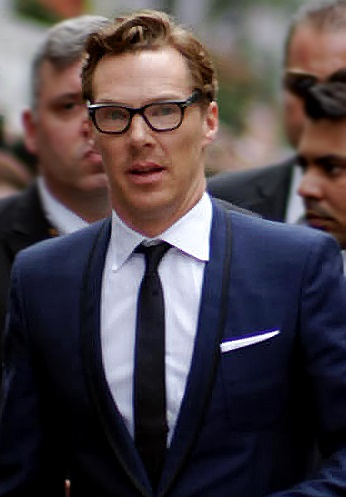
2014年9月、トロント国際映画祭でのプレミアに現れたカンバーバッチ。

本作は批評家から幅広い支持を得た。とりわけカンバーバッチの演技は高く評価されており、Rotten Tomatoesは226件の批評を基に映画の支持率を89%、評価の平均を7.7/10、批評家の総意を「ベネディクト・カンバーバッチの卓越した演技で事実に基づいた物語に光を当てた『イミテーション・ゲーム』は、『偉人伝記映画』のジャンルへの極めてよくできたエントリーとして機能している」としている。Metacriticは49件の批評を基に73/100という「幅広い評価」の加重平均値を示している。映画は市場調査会社CinemaScoreより「A+」の評価を受け、またナショナル・ボード・オブ・レビューおよびアメリカン・フィルム・インスティチュートの2014年トップ10に名を連ねた。
『ニューヨーク・オブザーバー』のレックス・リードは映画を「前世紀最重要な物語の一つを描いた2014年最高の映画の一つ」と位置づけた一方、『インデペンデント』のカリーム・アフタブは映画に5つ星を与え、「今年最高のイギリス映画」と呼んだ。『ニューヨーク・ポスト』のルー・ルメニックは映画を「ひと時も心を捉えてやまない、オスカー級の映画」と呼び、Film.comのジェームズ・ロッキは「力強く、興奮させ、輝かしく悲劇的」と形容した。『エンパイア』のダン・ジョリンは映画を「最高のスリラー」、『グラマー』は「即座に名作」と呼んだ。『バラエティ』のピーター・デブルージは「脚本は美しく、遂行は艶やかで、演技は心に迫る」といい、スコット・ファウンダスは「あまりにも早く燃え尽きた閃光、そして既成の社会規範にはむかう者のしばしば貶められる運命の感覚を持っているという点において、映画が強力であることは否めない」と述べた。賞賛の対象はこの他にナイトレイの演技、ゴールデンバーグの編集、デスプラの劇伴、ファウラの撮影、ジャーコヴィクの美術にも及んだ。 映画はテルライド映画祭で熱狂を持って迎えられ、トロント国際映画祭では最高賞の観客賞を受賞した。

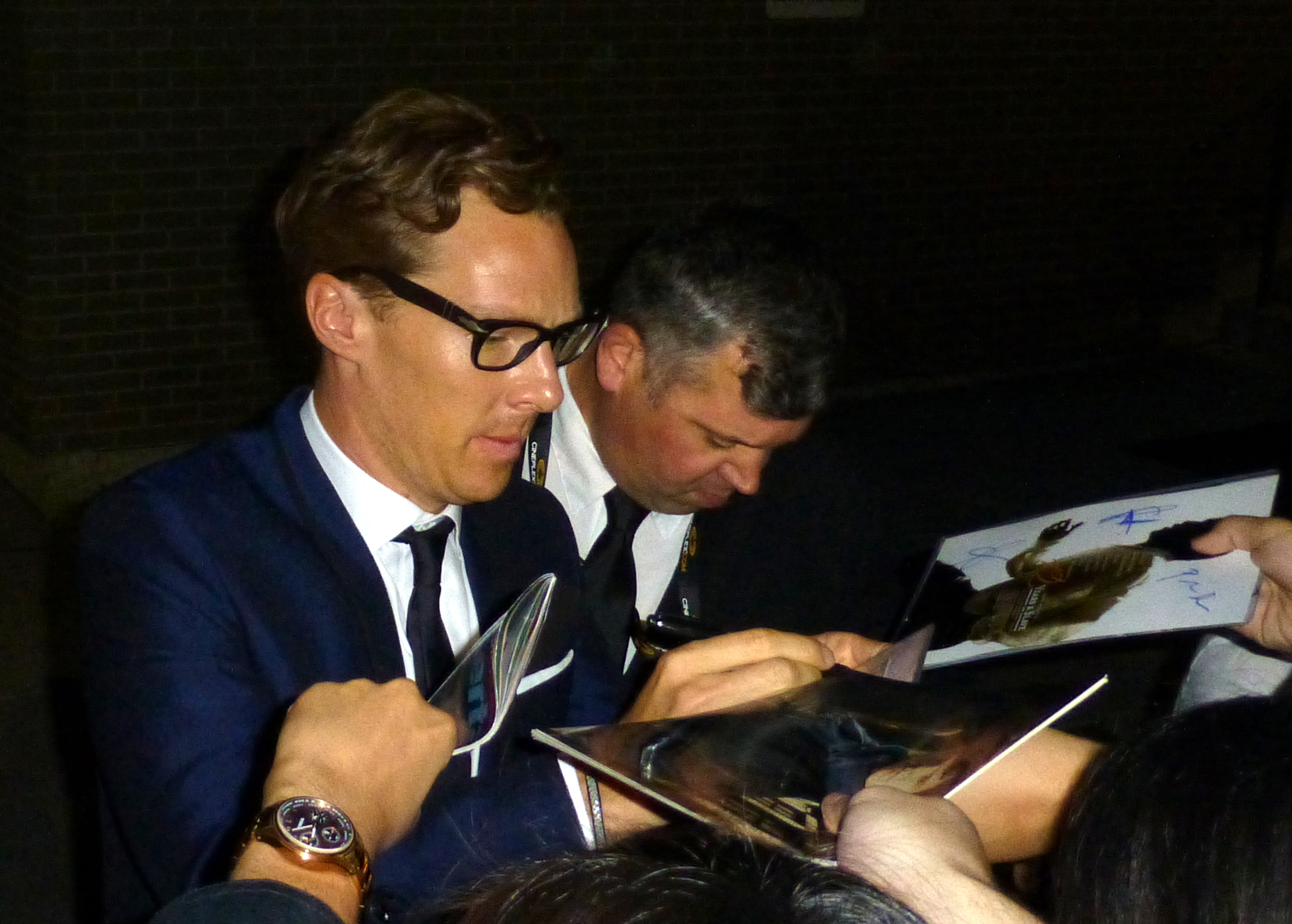
2014年9月、トロント国際映画祭でサインを求められるカンバーバッチ。

『タイム』はカンバーバッチを2014年の映画における演技のトップ10に選出し、同誌の主任映画批評家リチャード・コーリスは「最もカンバーバッチ的な役」「彼はチューリングを演じるというより、果敢に、同情を込めて、しかし何をも介さず憑依している」といった。『ロサンゼルス・タイムズ』のケネス・トゥーランはチューリングを「カンバーバッチのキャリアの決定打」と呼び、『ニューヨーク・タイムズ』のA・O・スコットは「今年最高のスクリーンにおける演技の一つ」と称した。AwardsCircuit.comのクレイトン・デイヴィスはカンバーバッチの演技を「今日最高の俳優の一人であることを証明する」「何年も残る演技」とした。『バラエティ』のファウンダスはカンバーバッチについて「洗練された」「驚嘆に値する演技」と述べ、『ニューヨーク・タイムズ』のマノーラ・ダージスは「繊細」「刺々しく悲劇的」、BBCのオーウェン・グレイバーマンは「感情をもって作り上げられた完璧さ」と評した。『タイム・アウト』のデイヴ・カルーンは「クレジットが終わった後もあなたはずっと彼の演技を解読することになるだろう」と述べ、『USAトゥデイ』のクローディア・ピュイグはその批評を「最も強烈な印象を残すのは、カンバーバッチの繊細で脳裏につきまとう演技である」と結んだ。『ハリウッド・リポーター』のトッド・マッカーシーは「彼のカリスマ、効果的かつ自然に発揮された一連のエキセントリックさ、決して休むことのない心を表現する才能、そして奇妙さと魅力を兼ね備える身体的才覚が、説得力十分な天才の姿を創り出している」と述べた。
『ガーディアン』のキャサリン・ショードはカンバーバッチとナイトレイの演技には評価を与えたものの、映画は「あまりにも型通り、あまりにも効率的で、機敏に動いて多様性のメッセージを伝えたことを確かめるだけ」と述べた。『デイリー・テレグラフ』のティム・ロビーは「人間計算機にまつわる映画だが、やや計算されすぎている」と評した。一部の批評家は映画がチューリングの同性愛指向を描くことに消極的だとして懸念を示した。『ガーディアン』はイギリスの歴史家アレックス・ヴォン・タンゼルマンによる映画の歴史的非正確性を批判する記事を掲載し、ジャーナリストのクリスチャン・キャリルやSlateのL・V・アンダーソンも映画における数々の歴史的非正確性を指摘した。

### チューリングの遺族
2014年10月のロンドン映画祭で映画を鑑賞したチューリングの姪アイナ・ペインはBBCラジオ・マンチェスターに「映画は本当におじに敬意を払ってくれた」と語った。同じインタビューでチューリングの甥ダーモント・チューリングはカンバーバッチについて「完璧なキャスティング。あれ以上にいい人は考えられない」と述べた。大甥のジェームズ・チューリングは、カンバーバッチについて「私でも知らなかったことを知っている。彼のアランに関する知識量はすばらしい」と語った。

## 社会活動
2015年1月、LGBTQの権利を推進するスティーヴン・フライはハーヴェイ・ワインスタイン、チューリングの大姪レイチェル・バーンズ、そしてカンバーバッチとともに、チューリングを化学的去勢へと導いた法律によって有罪とされた4万9000人のゲイ男性たちの恩赦を求める活動を開始した。『ガーディアン』に掲載された公開書簡では、英国政府および王室、とりわけ女王エリザベス2世とケンブリッジ公夫妻に活動への賛同が求められた。
フライは、「チューリングを苦しめたのと同じ法によって5万から7万もの男性たちが投獄され、化学的に去勢され、人生を破壊されたり自殺を図ったりしたとき、アラン・チューリングは天才だったからというだけで恩赦されてよいのか。彼が恩赦されるべきなら、その名前を生涯毀損され、しかしまだ家族のいるすべての男性たちも恩赦されるべきではないかという普遍的な感情がある。それは多くの脅迫と不幸と苦痛を可能にした、汚く、悪しき、忌むべき法律だった。さらに忌むべき、しかし同類の法に苦しんだオスカー・ワイルドがそうであったように、チューリングは彼の時代において象徴的な存在である」と述べた。ヒューマン・ライツ・キャンペーンのチャド・グリフィンも「イングランドでは4万9000人以上のゲイ男性やゲイ女性が同じ法律によって訴追された。チューリングは女王エリザベス2世によって2013年に恩赦された。彼以外はされていない。この映画を称えよ。この男を称えよ。そして、他の4万9000人の正義を成し遂げるための運動を称えよ」と、活動への賛同を示した。活動家ピーター・タッチェルや『アティテュード』誌など、ゲイコミュニティの有名人たちがこの運動への支援を表明した。
2015年2月にはマット・デイモン、マイケル・ダグラス、ジェシカ・アルバ、ブライアン・クランストン、アナ・ウィンターらも反同性愛法の被害者たちの恩赦を求めるChange.orgの署名を支持した。

## 論争
映画は製作中、チューリングの同性愛指向を軽く描いているのではないかとの批判に晒された。とりわけ彼の友人であり一時婚約者でもあったジョーン・クラークとチューリングの関係は議論の対象となり、原作者ホッジスは脚本を「ジョーンとの関係を現実以上に作り上げている」と表した。チューリングの姪ペインはクラークは「どちらかというと地味」であったと述べ、ナイトレイの起用は不適切ではないかと語った。
監督のティルドゥムは『エンパイア』に対し、監督を決めたことについて「とても複雑な物語だ。同性愛者の権利の要素もあるが、ほかにも彼の考えたことがどうやって秘密にされたか、また一度も功績を認められることのなかった彼の戦争中の仕事がどれほど重要だったかという話でもある」と語った。チューリングの同僚を演じたグッドは『GQ UK』に対し、脚本は「チューリングの人生と、私たちが国家としてどのように、英雄である彼を同性愛者だから化学的に去勢するという形で有名にしたか、という話だ」と述べた。また、映画の製作陣は公式に「私たちの脚本は、過去のどのバージョンでも、アラン・チューリングが同性愛者でなかったり、架空のセックスシーンが含まれていたりしたものはありません」との見解を発表した。
2015年1月、脚本家のムーアは『ハフポスト』で映画の歴史的整合性に関する批判について「ある映画を語るときに『ファクトチェック』という言葉を使う人は、何というかアートの仕組みを根本的に誤解している。モネの『睡蓮』をファクトチェックする人はいない。作品は睡蓮の姿を映したんじゃない、睡蓮を見るという体験の感じを映しているんだ。それが作品の目的だ」と述べた。同じインタビューでティルドゥムは次のように語っている。「多くの歴史映画はウィキペディアの記事を読んでいるように感じられる。『彼はああして、こうして、そしてこうしました』と並べ立てるだけで、まるで昔のヒット曲のコンピレーションみたいだ。我々は映画を感情的、情熱的なものにしたかった。我々の目標は、アラン・チューリングはどんな人か、彼の人生はどんな感じか、アラン・チューリングであることはどんな感じか、ということを感じてもらうことだ。彼の人生を通じて、観客に『アラン・チューリングらしさ』を体験させることができるだろうか、と」

## 受賞とノミネート
本作は数々の賞にノミネートされ、また受賞している。また本作とそのキャストおよびスタッフは、アメリカ最大のLGBT市民権推進団体・ロビー活動組織ヒューマン・ライツ・キャンペーンによって表彰された。
| 賞                                       | 部門                                | 対象 | 結果       |
| ---------------------------------------- | ----------------------------------- | --- | ---------- |
| トロント国際映画祭                       | 観客賞                              | 『イミテーション・ゲーム/エニグマと天才数学者の秘密』 | 受賞       |
| ハンプトンズ国際映画祭                   | アルフレッド・P・スローン長編映画賞 | 『イミテーション・ゲーム/エニグマと天才数学者の秘密』 | 受賞       |
| ハンプトンズ国際映画祭                   | 観客賞 (劇映画)                     | 『イミテーション・ゲーム/エニグマと天才数学者の秘密』 | 受賞       |
| サンディエゴ映画祭                       | ガラ映画賞                          | 『イミテーション・ゲーム/エニグマと天才数学者の秘密』 | 受賞       |
| ミルバレー映画祭                         | 総合観客賞                          | 『イミテーション・ゲーム/エニグマと天才数学者の秘密』 | 受賞       |
| ハリウッド映画賞                         | 監督賞                              | モルテン・ティルドゥム | 受賞       |
| ハリウッド映画賞                         | 主演男優賞                          | ベネディクト・カンバーバッチ | 受賞       |
| ハリウッド映画賞                         | 助演女優賞                          | キーラ・ナイトレイ | 受賞       |
| ハリウッド映画賞                         | 作曲賞                              | アレクサンドル・デスプラ | 受賞       |
| ナショナル・ボード・オブ・レビュー賞     | トップ10                            | 『イミテーション・ゲーム/エニグマと天才数学者の秘密』 | 受賞       |
| 英国インディペンデント映画賞             | 作品賞                              | 『イミテーション・ゲーム/エニグマと天才数学者の秘密』 | ノミネート |
| 英国インディペンデント映画賞             | 脚本賞                              | グレアム・ムーア | ノミネート |
| 英国インディペンデント映画賞             | 主演男優賞                          | ベネディクト・カンバーバッチ | ノミネート |
| 英国インディペンデント映画賞             | 主演女優賞                          | キーラ・ナイトレイ | ノミネート |
| アメリカン・フィルム・インスティチュート | トップ10                            | 『イミテーション・ゲーム/エニグマと天才数学者の秘密』 | 受賞       |
| ワシントンD.C.映画批評家協会賞           | 主演男優賞                          | ベネディクト・カンバーバッチ | ノミネート |
| ワシントンD.C.映画批評家協会賞           | 脚色賞                              | グレアム・ムーア | ノミネート |
| サンフランシスコ映画批評家協会賞         | 作品賞                              | 『イミテーション・ゲーム/エニグマと天才数学者の秘密』 | ノミネート |
| サンフランシスコ映画批評家協会賞         | 主演男優賞                          | ベネディクト・カンバーバッチ | ノミネート |
| サンフランシスコ映画批評家協会賞         | 脚色賞                              | グレアム・ムーア | ノミネート |
| デトロイト映画批評家協会賞               | 主演男優賞                          | ベネディクト・カンバーバッチ | ノミネート |
| インディアナ映画ジャーナリスト協会賞     | トップ10                            | 『イミテーション・ゲーム/エニグマと天才数学者の秘密』 | 受賞       |
| インディアナ映画ジャーナリスト協会賞     | 脚色賞                              | グレアム・ムーア | 2位        |
| サンディエゴ映画批評家協会賞             | 助演女優賞                          | キーラ・ナイトレイ | ノミネート |
| セントルイス映画批評家協会賞             | 作品賞                              | 『イミテーション・ゲーム/エニグマと天才数学者の秘密』 | ノミネート |
| セントルイス映画批評家協会賞             | 監督賞                              | モルテン・ティルドゥム | ノミネート |
| セントルイス映画批評家協会賞             | 主演男優賞                          | ベネディクト・カンバーバッチ | ノミネート |
| セントルイス映画批評家協会賞             | 助演女優賞                          | キーラ・ナイトレイ | ノミネート |
| セントルイス映画批評家協会賞             | 脚色賞                              | グレアム・ムーア | ノミネート |
| フェニックス映画批評家協会賞             | 助演女優賞                          | キーラ・ナイトレイ | 受賞       |
| フェニックス映画批評家協会賞             | 作品賞                              | 『イミテーション・ゲーム/エニグマと天才数学者の秘密』 | ノミネート |
| フェニックス映画批評家協会賞             | 主演男優賞                          | ベネディクト・カンバーバッチ | ノミネート |
| フェニックス映画批評家協会賞             | 脚色賞                              | グレアム・ムーア | ノミネート |
| フェニックス映画批評家協会賞             | 作曲賞                              | アレクサンドル・デスプラ | ノミネート |
| フェニックス映画批評家協会賞             | 美術賞                              | マリア・ジャーコヴィク | ノミネート |
| オースティン映画批評家協会賞             | トップ10                            | 『イミテーション・ゲーム/エニグマと天才数学者の秘密』 | 8位        |
| ダブリン映画批評家協会賞                 | 男優賞                              | ベネディクト・カンバーバッチ | 6位        |
| ラスベガス映画批評家協会賞               | トップ10                            | 『イミテーション・ゲーム/エニグマと天才数学者の秘密』 | 8位        |
| ユタ映画批評家協会賞                     | 作品賞                              | 『イミテーション・ゲーム/エニグマと天才数学者の秘密』 | 次点       |
| ユタ映画批評家協会賞                     | 主演男優賞                          | ベネディクト・カンバーバッチ | 次点       |
| パームスプリングス国際映画祭             | アンサンブル演技賞                  | ベネディクト・カンバーバッチ、キーラ・ナイトレイ、マシュー・グッド、ロリー・キニア、 アレン・リーチ、マシュー・ビアード、チャールズ・ダンス、マーク・ストロング | 受賞       |
| ニューポートビーチ映画祭                 | 作品賞                              | 『イミテーション・ゲーム/エニグマと天才数学者の秘密』 | 受賞       |
| ニューポートビーチ映画祭                 | アンサンブル演技賞                  | ベネディクト・カンバーバッチ、キーラ・ナイトレイ、マシュー・グッド、ロリー・キニア、 アレン・リーチ、マシュー・ビアード、チャールズ・ダンス、マーク・ストロング | 受賞       |
| オクラホマ映画批評家協会賞               | 作品賞                              | 『イミテーション・ゲーム/エニグマと天才数学者の秘密』 | 7位        |
| バンクーバー映画批評家協会賞             | 主演男優賞                          | ベネディクト・カンバーバッチ | ノミネート |
| アイオワ映画批評家協会賞                 | 作品賞                              | 『イミテーション・ゲーム/エニグマと天才数学者の秘密』 | 次点       |
| アイオワ映画批評家協会賞                 | 主演男優賞                          | ベネディクト・カンバーバッチ | 次点       |
| アイオワ映画批評家協会賞                 | 作曲賞                              | アレクサンドル・デスプラ | 次点       |
| ジョージア映画批評家協会賞               | 脚色賞                              | グレアム・ムーア | ノミネート |
| ゴールデングローブ賞                     | 作品賞 (ドラマ部門)                 | 『イミテーション・ゲーム/エニグマと天才数学者の秘密』 | ノミネート |
| ゴールデングローブ賞                     | 脚本賞                              | グレアム・ムーア | ノミネート |
| ゴールデングローブ賞                     | 主演男優賞 (ドラマ部門)             | ベネディクト・カンバーバッチ | ノミネート |
| ゴールデングローブ賞                     | 助演女優賞                          | キーラ・ナイトレイ | ノミネート |
| ゴールデングローブ賞                     | 作曲賞                              | アレクサンドル・デスプラ | ノミネート |
| ヒューストン映画批評家協会賞             | 作品賞                              | 『イミテーション・ゲーム/エニグマと天才数学者の秘密』 | ノミネート |
| ヒューストン映画批評家協会賞             | 主演男優賞                          | ベネディクト・カンバーバッチ | ノミネート |
| ヒューストン映画批評家協会賞             | 助演女優賞                          | キーラ・ナイトレイ | ノミネート |
| ヒューストン映画批評家協会賞             | 作曲賞                              | アレクサンドル・デスプラ | ノミネート |
| クリティクス・チョイス・アワード         | 作品賞                              | 『イミテーション・ゲーム/エニグマと天才数学者の秘密』 | ノミネート |
| クリティクス・チョイス・アワード         | 主演男優賞                          | ベネディクト・カンバーバッチ | ノミネート |
| クリティクス・チョイス・アワード         | 助演女優賞                          | キーラ・ナイトレイ | ノミネート |
| クリティクス・チョイス・アワード         | アンサンブル演技賞                  | キャスト | ノミネート |
| クリティクス・チョイス・アワード         | 脚色賞                              | グレアム・ムーア | ノミネート |
| クリティクス・チョイス・アワード         | 作曲賞                              | アレクサンドル・デスプラ | ノミネート |
| ロンドン映画批評家協会賞                 | 英国若手俳優賞                      | アレックス・ローサー | 受賞       |
| ロンドン映画批評家協会賞                 | 英国作品賞                          | 『イミテーション・ゲーム/エニグマと天才数学者の秘密』 | ノミネート |
| ロンドン映画批評家協会賞                 | 主演男優賞                          | ベネディクト・カンバーバッチ | ノミネート |
| ロンドン映画批評家協会賞                 | 英国男優賞                          | ベネディクト・カンバーバッチ | ノミネート |
| ロンドン映画批評家協会賞                 | 英国女優賞                          | キーラ・ナイトレイ | ノミネート |
| 全米製作者組合賞                         | 劇場用作品賞                        | ノーラ・グロスマン、アイドー・オストロウスキー、テディ・シュワルツマン                                                                                          | ノミネート |
| 全米映画俳優組合賞                       | 主演男優賞                          | ベネディクト・カンバーバッチ | ノミネート |
| 全米映画俳優組合賞                       | 助演女優賞                          | キーラ・ナイトレイ | ノミネート |
| 全米映画俳優組合賞                       | キャスト賞                          | マシュー・ビアード、ベネディクト・カンバーバッチ、チャールズ・ダンス、マシュー・グッド、 ロリー・キニア、キーラ・ナイトレイ、アレン・リーチ、マーク・ストロング | ノミネート |
| アメリカ映画編集者協会賞                 | 長編ドラマ映画賞                    | ウィリアム・ゴールデンバーグ | ノミネート |
| AACTAインターナショナル・アワード        | 作品賞                              | 『イミテーション・ゲーム/エニグマと天才数学者の秘密』 | ノミネート |
| AACTAインターナショナル・アワード        | 監督賞                              | モルテン・ティルドゥム | ノミネート |
| AACTAインターナショナル・アワード        | 脚本賞                              | グレアム・ムーア | ノミネート |
| AACTAインターナショナル・アワード        | 主演男優賞                          | ベネディクト・カンバーバッチ | ノミネート |
| AACTAインターナショナル・アワード        | 助演女優賞                          | キーラ・ナイトレイ | ノミネート |
| 美術監督組合賞                           | 時代映画賞                          | マリア・ジャーコヴィク | ノミネート |
| USCスクリプター・アワード                | USCスクリプター・アワード           | グレアム・ムーア、アンドリュー・ホッジス | 受賞       |
| 視覚効果協会賞                           | 実写長編映画における補助的視覚効果  | 『イミテーション・ゲーム/エニグマと天才数学者の秘密』 | ノミネート |
| 全米監督協会賞                           | 長編映画監督賞                      | モルテン・ティルドゥム | ノミネート |
| 英国アカデミー賞                         | 作品賞                              | 『イミテーション・ゲーム/エニグマと天才数学者の秘密』 | ノミネート |
| 英国アカデミー賞                         | 英国作品賞                          | 『イミテーション・ゲーム/エニグマと天才数学者の秘密』 | ノミネート |
| 英国アカデミー賞                         | 脚色賞                              | グレアム・ムーア | ノミネート |
| 英国アカデミー賞                         | 主演男優賞                          | ベネディクト・カンバーバッチ | ノミネート |
| 英国アカデミー賞                         | 助演女優賞                          | キーラ・ナイトレイ | ノミネート |
| 英国アカデミー賞                         | 編集賞                              | ウィリアム・ゴールデンバーグ | ノミネート |
| 英国アカデミー賞                         | 美術賞                              | マリア・ジャーコヴィク、タティアナ・マクドナルド | ノミネート |
| 英国アカデミー賞                         | 衣装デザイン賞                      | サミー・シェルドン・ディファー | ノミネート |
| 英国アカデミー賞                         | 音響賞                              | ジョン・ミッジリー、リー・ウォルポール、ステュアート・ヒリカー、マーティン・ジェンセン                                                                          | ノミネート |
| 全米脚本家組合賞                         | 脚色賞                              | グレアム・ムーア | 受賞       |
| 全米撮影監督協会賞                       | 劇場用映画                          | オスカル・ファウラ | ノミネート |
| 映画音響編集者協会ゴールデン・リール賞   | 英語長編映画 (会話/アフレコ)        | リー・ウォルポール | ノミネート |
| サテライト賞                             | 脚色賞                              | グレアム・ムーア | 受賞       |
| サテライト賞                             | 作品賞                              | 『イミテーション・ゲーム/エニグマと天才数学者の秘密』 | ノミネート |
| サテライト賞                             | 主演男優賞                          | ベネディクト・カンバーバッチ | ノミネート |
| サテライト賞                             | 助演女優賞                          | キーラ・ナイトレイ | ノミネート |
| サテライト賞                             | 美術賞                              | マリア・ジャーコヴィク、ニック・デント | ノミネート |
| サテライト賞                             | 監督賞                              | モルテン・ティルドゥム | ノミネート |
| サテライト賞                             | 編集賞                              | ウィリアム・ゴールデンバーグ | ノミネート |
| サテライト賞                             | 作曲賞                              | アレクサンドル・デスプラ | ノミネート |
| 全米衣装デザイナー組合賞                 | 時代映画                            | サミー・シェルドン・ディファー | ノミネート |
| 国際映画音楽批評家協会賞                 | 作曲賞ドラマ部門                    | アレクサンドル・デスプラ | ノミネート |
| アカデミー賞                             | 脚色賞                              | グレアム・ムーア | 受賞       |
| アカデミー賞                             | 作品賞                              | ノーラ・グロスマン、アイドー・オストロウスキー、テディ・シュワルツマン                                                                                          | ノミネート |
| アカデミー賞                             | 監督賞                              | モルテン・ティルドゥム | ノミネート |
| アカデミー賞                             | 主演男優賞                          | ベネディクト・カンバーバッチ | ノミネート |
| アカデミー賞                             | 助演女優賞                          | キーラ・ナイトレイ | ノミネート |
| アカデミー賞                             | 編集賞                              | ウィリアム・ゴールデンバーグ | ノミネート |
| アカデミー賞                             | 作曲賞                              | アレクサンドル・デスプラ | ノミネート |
| アカデミー賞                             | 美術賞                              | マリア・ジャーコヴィク、タティアナ・マクドナルド | ノミネート |
| GLAADメディア賞                          | 映画賞 (拡大公開)                   | 『イミテーション・ゲーム/エニグマと天才数学者の秘密』 | 受賞       |